# Noyelles-en-Chaussée
Noyelles-en-Chaussée is een gemeente in het Franse departement Somme (regio Hauts-de-France) en telt 248 inwoners (1999). De plaats maakt deel uit van het arrondissement Abbeville.

## Geografie
De oppervlakte van Noyelles-en-Chaussée bedraagt 10,3 km², de bevolkingsdichtheid is 24,1 inwoners per km².
De onderstaande kaart toont de ligging van Noyelles-en-Chaussée met de belangrijkste infrastructuur en aangrenzende gemeenten.

## Demografie
Onderstaande figuur toont het verloop van het inwonertal (bron: INSEE-tellingen).